# 733
733 (DCCXXXIII) je bilo navadno leto, ki se je po julijanskem koledarju začelo na četrtek.

## Dogodki
- Notitia de actoribus regis